# 5178 Паттазі
5178 Паттазі (5178 Pattazhy) — астероїд головного поясу, відкритий 1 лютого 1989 року.
Тіссеранів параметр щодо Юпітера — 3,627.